# Philip Hyde (fotograf)
Philip Hyde (1921, San Francisco, Kalifornie, USA – 30. března 2006, Reno, Nevada) byl americký fotograf, průkopník krajinářské fotografie a ochránce přírody. Jeho snímky amerického západu byly použity ve více environmentálních kampaních než od jakékoli jiného fotografa.

## Vzdělání
Hyde nejprve navštěvoval fotografický program Ansela Adamse na Kalifornské škole výtvarných umění, nyní na San Francisco Art Institute, počínaje Summer Session v roce 1946 a zapsáním se na plný úvazek do profesionálního fotografického studia, prvního svého druhu, na podzim z roku 1947 studoval u fotografů, jako jsou Edward Weston, Minor White, Imogen Cunningham nebo Dorothea Lange. Z tisíců studentů Ansela Adamse byl Hyde jedním z mála, kterého Ansel Adams požádal, aby s ním učil.

## Kariéra v klubu Sierra Club
Hyde se stal přispívajícím fotografem do magazínu americké ekologické organizace Sierra Club Annual v roce 1950. Fotografoval pro knihu z roku 1955 s názvem This is Dinosaur: Echo Park Country and Its Magic Rivers, kterou vydal Wallace Stegner a jejímž tématem byla navrhovaná přehrada na řece Green River v Dinosaur National Monument v Utahu a Coloradu.
Hyde se nakonec stal primárním ochranářským fotografem pro Sierra Club. David Brower ho pověřil fotografováním takzvaných „bitevních knih“, které pomáhaly klubu Sierra vést koalici ekologických skupin při zakládání nebo rozšiřování mnoha národních parků, oblastí divočiny a národních mořských pobřeží. Tato série knih Sierra klubu s názvem The Exhibit Format Series. Nejznámějšími fotografy seriálu byli Ansel Adams, Eliot Porter a Philip Hyde. Série výstav pomohla přivést národní pozornost na klub Sierra a ochranu přírody a popularizovala knihu fotografií typu coffee table, která v následujících letech připravila cestu pro tisíce knih tohoto typu.
Na konci 50. a na začátku 60. let navrhl americký úřad pro rekultivaci dvě přehrady v řece Colorado na obou koncích Grand Canyonu. Klub Sierra vydal knihu s názvem Time and the River Flowing: Grand Canyon v roce 1964 v rámci úspěšné kampaně na podporu veřejného mínění proti těmto projektům přehrad, které ohrožovaly integritu divoké řeky a jejího kaňonu. Hyde byl hlavním fotografem. Tato kniha přetvořila obraz Grand Canyonu pro Američany a spustila mohutnou podporu a příliv dopisů z celého světa, aby se zabránilo zaplavení kaňonu. Hydeovy fotografie se objevily v kampaních na vytvoření národního parku North Cascades, Redwood National Park, Point Reyes National Seashore, High Sierra wilderness, the Wind River Range, Canyonlands, Islands off Puerto Rico, Big Sur, Kings Canyon, Sequoia National Park, Denali National Park, Národní les Tongass, kmenové parky Navajo, Oregonské kaskády a mnoho dalších národních pokladů.
Hyde prohlásil: „Na každém místě budou vždy lidé, kteří to chtějí zneužít, a vždy tu budou lidé - doufejme -, kteří to budou chtít zachránit a udržet tak, jak je. I s rizikem přísunu davů lidí do ráje je lepší publikovat vaše fotografie a šikovat vojáky. To, co fotografie rámuje, je umělecky důležité, ale to, co je mimo rámec, to může zničit. “

## Barevná fotografie
Hyde začal dělat barevné fotografie v roce 1948. V roce 1949 katedra fotografie na Kalifornské škole výtvarných umění doplnila své obvyklé černobílé školení o třídu barevné fotografie, kterou navštěvoval Philip Hyde. Série Sierra Club Exhibit Format Series začala do svých knih zavádět barevnou fotografii v roce 1962. In Wildness Is The Preservation of the World od Eliota Portera byl zcela barevný a Island In Time: The Point Reyes Peninsula obsahoval značné množství barevných fotografických reprodukcí. Barevné fotografie Philipa Hyda se před 70. lety objevily také v knihách Time and The River Flowing: Grand Canyon, Navajo Wildlands a dalších knihách Sierra Clubu. Poté, co strávil čas v poušti a objevil zlepšení v procesu tisku s přenosem barviv, v 70. letech Hyde postupně úplně přešel od černobílé fotografie a soustředil se pouze na barvu. Spolupracoval se spisovatelem Edwardem Abbeyem na pouštní klasice „Slickrock: The Canyon Country of Southeast Utah“ (1971), která vyšla v další knize Sierra Clubu, která upozorňuje na ohrožení divočiny, v tomto případě země Utah Redrock v národním parku Canyonlands, Národní park Capitol Reef a divočiny řeky Escalante.

## Publikace
Hyde vydal 15 vlastních knih a příspěl do více než 70 dalších. V následujících byl hlavním ilustrátorem:
- 2009: The Ghosts of Glen Canyon: History Beneath Lake Powell by C. Gregory Crampton Foreword by Edward Abbey
- 1992: The Range of Light by Philip Hyde with Selections from John Muir - ISBN 0-87905-480-8
- 1991: Sierra Club: 100 Years of Protecting Nature by Tom Turner; Sierra Club Books
- 1987, 1990: Drylands: The Deserts of North America text a fotografie: Philip Hyde - ISBN 0-517-03289-9
- 1982: Images of the Southwest (Dye Transfer Color Portfolio)
- 1980: State Parks Of California: From 1864 to the Present by Joseph Engbeck
- 1979: Glen Canyon Portfolio - ISBN 0-87358-187-3
- 1979: Voices for the Earth by Harold Gilliam; Sierra Club Books
- 1976: A Trace of Desert Waters: The Great Basin Story, Samuel B. Houghton
- 1973: Mountain and Desert (Sierra Club Limited Edition Lithograph Portfolio)
- 1972: The Beautiful Southwest
- 1971, 1987: Slickrock: The Canyon Country of Southeast Utah by Edward Abbey and Philip Hyde; Sierra Club Books - ISBN 0-87156-051-8
- 1971: Alaska: The Great Land by Mike Miller and Peggy Wayburn; Sierra Club Books
- 1971: The Wilderness World of the Grand Canyon by Ann and Myron Sutton
- 1971: The Pursuit of Wilderness by Paul Brooks
- 1971: An Island Called California
- 1970: Glen Canyon Before Lake Powell
- 1969: The Grand Colorado: The Story of a River and Its Canyons Foreword by Wallace Stegner, by T. H. Watkins and others.
- 1968: South of Yosemite: Selected Writings of John Muir ed. by Frederic R. Gunsky
- 1967: Navajo Wildlands: As Long as the Rivers Shall Run by Stephen C. Jett, with selections from Willa Cather and others. Edited by Kenneth Brower with a foreword by David Brower. Sierra Club Exhibit Format Series.
- 1965: Not Man Apart: Photographs of the Big Sur Coast poetry by Robinson Jeffers; photographs by Philip Hyde, Wynn Bullock, Cedrick Wright, Edward Weston, Morley Baer, Ansel Adams, William Garnett, Eliot Porter, Cole Weston, Don Worth and others. Sierra Club Exhibit Format Series.
- 1965: National Parks of the West
- 1965: The Wild Cascades: Forgotten Parkland by Harvey Manning, photographs by Philip Hyde, Ansel Adams, Martin Litton, Bob and Ira Spring, David Simmons, John Warth and others. Sierra Club Exhibit Format Series.
- 1964: Time and the River Flowing: Grand Canyon by Francois Leydet, photographs by Philip Hyde, Ansel Adams, Eliot Porter, Martin Litton, Clyde Childress, Richard Norgaard, P. T. Reilly, Joseph Wood Krutch, Katie Lee and others. Sierra Club Exhibit Format Series.
- 1964: Wildlands in our Civilization
- 1963: The Last Redwoods: Photographs and Story of a Vanishing Scenic Resource by Philip Hyde and François Leydet; Foreword by Stewart L. Udall. Sierra Club Exhibit Format Series.
- 1962, 2. vyd. 1973: Island In time: The Point Reyes Peninsula by Harold Gilliam. Sierra Club Books
- 1961: Wilderness: America’s Living Heritage
- 1960: A Climber’s Guide to Glacier National Park Sierra Club Books.
- 1955: This Is Dinosaur: Echo Park Country and Its Magic Rivers ed. by Wallace Stegner photographs by Philip Hyde, Martin Litton and others. Sierra Club Books.
- 1951: Sierra Club Annual Sierra Club Books.

Hydeův poslední rozhovor byl uveden ve filmu „Lasting Light: 125 Years of Grand Canyon Photography“ od Stephena Trimbleho. Profil a portfolio se objevily v dokumentu „The Golden Decade: Photography at the California School of Fine Arts 1945-55“, strany 187-197.